# Sokoľany
Sokoľany é um município da Eslováquia, situado no distrito de Košice-okolie, na região de Košice. Tem 10,57 km² de área e sua população em 2018 foi estimada em 1.369 habitantes.

## Demografia
| Ano:        | 1994 | 2004    | 2014    | 2024   |
| ----------- | ---- | ------- | ------- | ------ |
| Broj ljudi: | 1009 | 1118    | 1309    | 1358   |
| Razlika:    |      | +10,80% | +17,08% | +3,74% |

| Ano:               | 2023 | 2024   |
| ------------------ | ---- | ------ |
| Número de pessoas: | 1357 | 1358   |
| Diferença:         |      | +0,07% |